# Randolph Keys
Randolph Keys (Collins, 19 aprile 1966) è un ex cestista statunitense, professionista nella NBA, in Italia, Francia, Spagna e Grecia.

## Biografia
È il padre di Jasmine, anch'essa cestista, che milita nella nazionale azzurra essendo nata e cresciuta in Italia da madre italiana.

## Carriera
È stato selezionato dai Cleveland Cavaliers al primo giro del Draft NBA 1988 (22ª scelta assoluta).

## Palmarès
- Campionato italiano: 1

Pall. Treviso: 1991-92
- Supercoppa italiana: 1

Scaligera Verona: 1996
- Coppa Korać: 1

Scaligera Verona: 1997-98
- Campione NIT (1987)
- MVP NIT (1987)
- All-CBA Second Team (1995)
- CBA All-Defensive First Team (1995)